# Gasparia pluta
Gasparia pluta là một loài nhện trong họ Toxopidae.
Loài này thuộc chi Gasparia. Gasparia pluta được miêu tả năm 1970 bởi Raymond Robert Forster.